# العقدا
العقدا، روستایی در دهستان قلعه چنعان بخش مرکزی شهرستان کارون در استان خوزستان ایران است. این روستا، مرکز دهستان قلعه چنعان است.

## جمعیت
بر پایه سرشماری عمومی نفوس و مسکن در سال ۱۳۹۵، جمعیت این روستا ۴۴۳ نفر (۹۰ خانوار) بوده است.